# Graphis chrysocarpa
Graphis chrysocarpa är en lavart som först beskrevs av Giuseppe Raddi, och fick sitt nu gällande namn av Kurt Sprengel. Graphis chrysocarpa ingår i släktet Graphis och familjen Graphidaceae.   Inga underarter finns listade i Catalogue of Life.